# Claude Jones

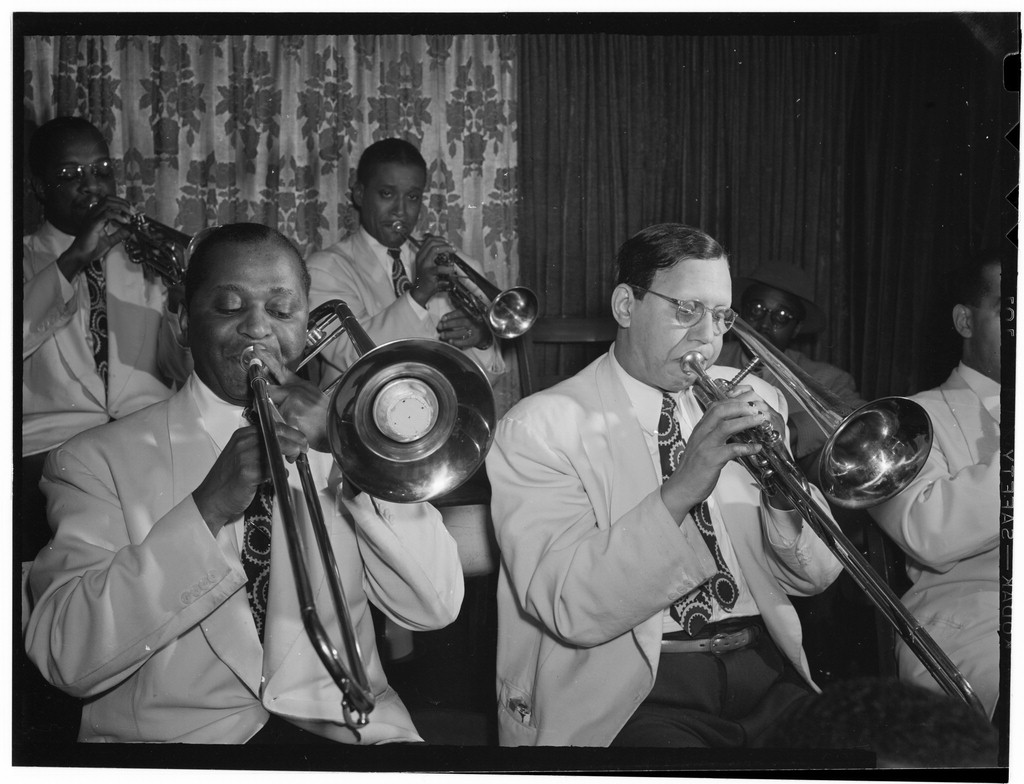
Claude Jones und Wilbur De Paris im Aquarium, New York City circa November 1946. Foto: William P. Gottlieb

Claude Jones (* 11. Februar 1901 in Boley, Oklahoma; † 17. Januar 1962 auf dem Passagierschiff United States) war ein US-amerikanischer Jazz-Posaunist. Er spielte im  Duke Ellington Orchester.

## Leben und Wirken
Jones hatte zunächst Trompeten- und Schlagzeugunterricht und wendete sich mit 13 Jahren der Posaune zu. Er studierte am Wilberforce College und ging 1923 zunächst zur Synco Jazz Band bzw. McKinney’s Cotton Pickers. Er war Solist in deren Aufnahme von The Way I Feel Today. Ab 1929 spielte er wechselweise bei Fletcher Henderson, Don Redman und Chick Webb. Zwischen 1935 und 1940 arbeitete er u. a. bei Cab Calloway. Als Solist ist er zu hören in Don Redmans Titel Nagasaki (1932), Fletcher Hendersons Radio Rhythm sowie Just Blues (1931) und Chick Webbs Don't Be That Way (1934). Claude Jones nahm auch Schallplatten mit Louis Armstrong und Sidney Bechet (Perdido Street Blues, 1940), mit Henry Red Allen, Chu Berry, Billy Eckstine, Coleman Hawkins, Louis Jordan, Rex Stewart und 1939 mit Jelly Roll Morton auf.
Im Jahr 1944 wurde er Mitglied im Orchester von Duke Ellington, wo er Nachfolger von Juan Tizol wurde. Er blieb bis 1948 in der Band und kehrte kurz 1951 wieder. 1950 war er Mitglied des Fletcher Henderson Orchesters, war aber schon ab 1952 nicht mehr musikalisch aktiv, sondern arbeitete als Kasino-Steward auf der United States. Er war der Schwager von Quentin Jackson.